# Rebecca Roanhorse
Rebecca Roanhorse, née le 23 septembre 1971 à Conway en Arkansas, est une romancière et nouvelliste américaine de science-fiction. Sa première nouvelle, Welcome to Your Authentic Indian Experience™, a reçu le prix Nebula de la meilleure nouvelle courte 2017 ainsi que le prix Hugo de la meilleure nouvelle courte 2018. Son premier roman, La Piste des éclairs, a reçu le prix Locus du meilleur premier roman 2019.

## Biographie
Née en Arkansas, Rebecca Roanhorse grandit à Fort Worth au Texas dans une famille d'origine pueblo et africaine-américaine. Elle obtient un BA en étude des religions à l'Université Yale puis une maîtrise ès lettres en théologie au Union Theological Seminary puis au Juris Doctor en lois fédérales indiennes de l'École de droit de l'Université du Nouveau-Mexique.
Sa première nouvelle, intitulée Welcome to Your Authentic Indian Experience™ est couronnée du prix Hugo de la meilleure nouvelle courte 2018 et du prix Nebula de la meilleure nouvelle courte 2017, obtenant également une nomination au prix Locus de la meilleure nouvelle courte 2018 et au prix World Fantasy de la meilleure nouvelle 2018. En 2020, Amazon Studios annonce voir posé une demande d'adaptation de la nouvelle sous forme de film.
Son premier roman, intitulé La Piste des éclairs, met en scène une Navajo appelée Maggie et vivant dans un monde post-apocalyptique. Il est récompensé par le prix Locus du meilleur premier roman 2019. Il est également nommé pour le prix Hugo du meilleur roman 2019 ainsi que pour le prix Nebula du meilleur roman 2018 et le prix World Fantasy du meilleur roman 2019.
En 2019, sa nouvelle de l'univers Star Wars intitulée The True Story of Darth Maul and His Revenge Against the Jedi Known as Obi-Wan Kenobi est comprise dans le recueil Star Wars: The Clone Wars: Stories of Light and Dark aux côtés de celles de Zoraida Córdova (en), Jason Fry, Yoon Ha Lee, Anne Ursu (en), Lou Anders (en), Tom Angleberger (en), Preeti Chhibber (en), E. Anne Convery, Sarah Beth Durst (en) et Greg van Eekhout (en),. Après cette nouvelle, elle est embauchée pour écrire Renaissance, dont le personnage central est Poe Dameron. 
Sa série Entre terre et ciel reçoit le prix Hugo de la meilleure série littéraire 2025.

## Œuvres

### SérieLe Sixième Monde
1. La Piste des éclairs, Milady, 2020 ((en) Trail of Lightning, 2018), trad. Isabelle Pernot, 320 p.  (ISBN 978-2-8112-2966-5)Prix Locus du meilleur premier roman
2. Le Fléau des locustes, Milady, 2020 ((en) Storm of Locusts, 2019), trad. Isabelle Pernot, 352 p.  (ISBN 978-2-8112-2351-9)

### SérieEntre terre et ciel
1. Soleil noir, Bragelonne, 2023 ((en) Black Sun, 2020), trad. Isabelle Pernot, 384 p.  (ISBN 979-10-281-1877-8)
2. Étoile ardente, Bragelonne, 2023 ((en) Fevered Star, 2022), trad. Isabelle Pernot, 384 p.  (ISBN 979-10-281-1292-9)
3. (en) Mirrored Heavens, 2024

### UniversStar Wars
- Renaissance, Pocket, coll. « Star Wars » no 173, 2020 ((en) Resistance Reborn, 2019), trad. Sandy Julien, 416 p.  (ISBN 978-2-266-30718-5)
- (en) The Clone Wars: Stories of Light and Dark, 2020Écrit avec Zoraida Córdova (en), Jason Fry, Yoon Ha Lee, Anne Ursu (en), Lou Anders (en), Tom Angleberger (en), Preeti Chhibber (en), E. Anne Convery, Sarah Beth Durst (en) et Greg van Eekhout (en).

### Romans indépendants
- (en) Race to the Sun, 2020
- (en) Tread of Angels, 2022